# Maurice, Landgraf de Hesse-Kassel
Maurice de Hesse-Kassel (germană Moritz) (25 mai 1572 – 15 martie 1632), denumit Maurice cel Învățat, a fost Landgraf de Hesse-Kassel din 1592 până în 1627.

## Biografie
Născut la Kassel, el a fost fiul Landgrafului Wilhelm al IV-lea de Hesse și a soției acestuia, Sabine de Württemberg.
Deși Maurice a fost crescut în credința luterană, el s-a convertit la calvinism în 1605. Conform principiului cuius regio, eius religio (a cui este conducerea, a aceluia este și religia), supușilor lui Maurice li s-a cerut să se convertească la calvinism. Încercând să introducă calvinimul și pe pământurile moștenite de la ramura Hesse-Marburg, el a încălcat regulile de moștenire și a intrat în conflict cu ramura Hesse-Darmstadt. Acest lucru l-a dus la conflict cu împăratul Matia I al Sfântului Imperiu Roman.
Landgraful Morice a fost un mare susținător al teatrului și chiar a construit primul teatru permanent din Germania, numit Ottoneum, în 1605. Această clădire există și astăzi, ca Muzeul de Istorie Naturală.
Acțiunile lui Maurice au ruinat financiar Hesse-Kassel. În 1627 el a abdicat în favoarea fiului său, Wilhelm al V-lea, Landgraf de Hesse-Kassel. Cinci ani mai târziu a murit la Eschwege.

## Căsătorii și copii
La 23 septembrie 1593, Maurice s-a căsătorit cu Agnes de Solms-Laubach (7 ianuarie 1578 - 23 noiembrie 1602). Ei au avut patru copii:
- Otto, Prinț Ereditar de Hesse-Kassel (n. 24 decembrie 1594, Kassel – 7 august 1617, Hersfeld).
- Elisabeta (n. 24 martie 1596, Kassel  - d. 16 decembrie 1625, Kassel), căsătorită cu Johann Albert al II-lea, Duce de Mecklenburg.
- Maurice (n. 14 iulie 1600, Kassel  – d. 11 august 1612, Kassel).
- Wilhelm al V-lea, Landgraf de Hesse-Kassel (n. 13 februarie 1602, Kassel  – d. 21 septembrie 1637, Leer, Ostfriesland).

La 22 mai 1603, Maurice s-a căsătorit cu contesa Juliane de Nassau-Dillenburg (3 septembrie 1587 – 15 februarie 1643). Ei au avut 14 copii:
- Philipp (n. 26 septembie 1604 - ucis în bătălie, Lutter am Barenberge, 17 iunie 1626).
- Agnes (n. 14 mai 1606, Kassel - d. 28 mai 1650, Dessau), căsătorită cu Johann Casimir, Prinț de Anhalt-Dessau.
- Herman (n. 15 august 1607, Kassel - d. 25 martie 1658, Rotenburg), a moștenit Rotenburg.
- Juliane (n. 7 octombrie 1608, Marburg - d. 11 decembrie 1628, Kassel).
- Sabine (n. 5 iulie 1610, Kassel - d. 21 mai 1620, Kassel).
- Magdalene (n. 25 august 1611, Kassel - d. 12 februarie 1671, Bedburg), căsătorită cu Erich Adolf, conte de Salm-Reifferscheid.
- Maurice (n. 13 iunie 1614, Kassel - d. 16 februarie 1633, Kassel).
- Sophie (b. Kassel, 12 September 1615, Kassel - d. Bückeburg, 22 November 1670), married Philip I, Count of Schaumburg-Lippe.
- Frederic (n. 9 mai 1617, Kassel - ucis în bătălie, Kosten, 24 septembrie 1655), a moștenit Eschwege.
- Christian (n. 5 februarie 1622, Kassel - d. 14 noiembrie 1640, Bückeburg), colonel suedez, a murit într-o altercație cu generalul Johan Banér și cu alți ofițeri; probabil a fost otrăvit.[2]
- Ernest (n. 17 decembrie 1623, Kassel - d. 12 mai 1693, Köln), a moștenit Rheinfels.
- Christine (n. 9 iulie 1625, Kassel - d. 25 iulie 1626. Kassel).
- Philipp (n. 28 septembrie 1626, Kassel - d. 8 iulie 1629, Rotenburg).
- Elisabeta (n. 23 octombrie 1628, Kassel - d. 10 februarie 1633, Kassel).